# 汉斯·芒努斯·格雷佩鲁德
汉斯·芒努斯·格雷佩鲁德（挪威語：Hans Magnus Grepperud，1958年5月10日—），挪威男子赛艇运动员。他曾代表挪威参加1984年夏季奥林匹克运动会赛艇比赛，获得男子双人单桨无舵手铜牌。